# Kírov (Kaluga)
Kírov (ruso: Ки́ров) es una ciudad rusa, capital del raión homónimo en la óblast de Kaluga.
En 2021, la ciudad tenía una población de 28 097 habitantes. En su territorio no hay pedanías.
Se ubica en la confluencia de los ríos Pesochnia y Bolvá, unos 100 km al norte de Briansk, sobre la carretera R68.

## Historia
En 1744, fue fundada una siderurgia junto al río Pesochnia, que desde 1749 fue adquirida por la familia noble Goncharov. Junto a esta fábrica se fundó el pueblo llamado "Fábrica del Pesochnia" (Pesochenski Zavod, Песоченский Завод). En 1839, la fábrica pasó a la familia Maltsov, que la amplió con la fabricación de loza, que llegó a tener importantes ventas en ciudades como Rostov del Don, Nizhni Nóvgorod y Kiev. En 1925, cuando ya superaba los seis mil habitantes, la Unión Soviética le dio el estatus de asentamiento de tipo urbano y simplificó su topónimo a "Pesochnia" (Песочня). En 1929 pasó a ser capital distrital.
En 1931 se abrió aquí la estación "Fayansovaya" de la línea de ferrocarril de Briansk a Viazma. En 1935, esta estación pasó a ser un cruce ferroviario, al pasar por aquí la línea de Róslavl a Sujínichi. En 1936, adoptó el estatus de ciudad y recibió su actual topónimo en referencia al líder comunista recién fallecido Serguéi Kírov. Entre 1963 y 2006, la ciudad estuvo separada de su raión y funcionó como una unidad directamente subordinada a la óblast; debido a ello, el raión es a veces oficialmente designado como "distrito municipal de la ciudad y raión de Kírov" (муниципальный район «Город Киров и Кировский район»).